# لوكاس بيير سانتوس اوليفيرا
لوكاس بيير سانتوس اوليفيرا (بالبرتغالية: Lucas Pierre Santos Oliveira‏) (19 يناير 1982 في البرازيل - ) هو لاعب كرة قدم برازيلي في مركز الوسط. لعب مع أتلتيكو مينييرو ونادي بارانا ونادي بالميراس ونادي فلومينينسي ونادي إيتوانو.

## روابط خارجية
- لوكاس بيير سانتوس اوليفيرا على موقع الاتحاد الدولي (مؤرشف)  (الإنجليزية)
- لوكاس بيير سانتوس اوليفيرا على موقع قاعدة بيانات كرة القدم.إي يو (الإنجليزية)
- لوكاس بيير سانتوس اوليفيرا على موقع Soccerway.com (الإنجليزية)
- لوكاس بيير سانتوس اوليفيرا على موقع AS.com (الإسبانية)